# 弗里乔夫·南森
弗里乔夫·韋德爾-亞爾斯伯格·南森（挪威語：Fridtjof Wedel-Jarlsberg Nansen，1861年10月10日—1930年5月13日），挪威探险家、科学家、人道主義者和外交家。1922年，他因为担任国际联盟高级专员所做的工作而获得诺贝尔和平奖。在他年轻时曾经得到过滑冰与滑雪比赛的冠军，并于1888年，他首次带领一支滑雪队横跨了格陵兰国境，用越野滑雪的方式穿过了这个岛屿。
南森在1861年10月10日出生于克里斯蒂安尼亚（今称奥斯陆，当时隶属于瑞典王国）。父亲 Baldur Fridtjof Nansen是律师。1880年南森考入克里斯蒂安尼亚大学（当时称为皇家腓特烈大學），并于1881年入學，主修动物学。南森在1882年3月至8月参与探察格陵兰岛水域。从1888年到1889年成功进行了横断格陵兰岛冰原的滑雪，并在1893年远征北极点。南森计划让他的船搁浅在西伯利亚近海的浮冰之上，然后随洋流漂去。南森精心设计了富勒姆号，并船上装载了够用8年之久的燃料以及够6年食用的食品，与12名船员一起于6月24日从克里斯蒂安尼亚出发。1895年4月7日抵达 86°13.6′N 后南返。1896年9月9日返抵克里斯蒂安尼亚港，受到众多市民热烈迎接。
1921年他被任命为国际联盟难民事务高级专员。1922年，他凭借着第一次世界大战中的国际难民安置问题与相关冲突等代表性工作获得诺贝尔和平奖。他之后又倡议给无国籍公民发行护照，即「南森护照」，拥有超过50个国家认可该护照。
1930年5月13日南森因心脏病突发逝世于家中。同年，国际联盟成立了「南森国际难民办公室」用以延续他的工作，该组织于1938年获得诺贝尔和平奖。

## 家庭背景与童年时代
南森的家族发源于丹麦。 Hans Nansen(1598–1667)是白海早期的探险家，之后定居在哥本哈根，在1654年成为了当地的镇长。他的后代直到十八世纪中期一直居住在哥本哈根，那时Ancher Antoni Nansen已经搬去挪威（当时为丹麦-挪威联合王国）。他的儿子Hans Leierdahl Nansen (1764–1821)先后在特隆赫姆和Jæren担任法官，在1814年挪威从丹麦独立后，他作为在挪威国会的斯塔万格代表开始了政治生涯，成为了与瑞典同盟的强大支持者，最后于1821年死于中风。当时他的儿子，即弗里乔夫·南森的父亲博德·弗里乔夫·南森 (Baldur Fridtjof Nansen)才仅仅四岁。
博德是一位對政治沒有興趣的律師，後來成為挪威最高法院的紀事。他結過兩次婚，第二次與來自貝魯姆的阿德萊德·約翰內·泰克拉·伊西多爾·伯林·韋德爾-賈爾斯貝格(Adelaide Johanne Thekla Isidore Bølling Wedel-Jarlsberg)結婚，她是赫爾曼·韋德爾-賈爾斯貝格(Herman Wedel-Jarlsberg) 的侄女。赫爾曼曾幫助起草1814年挪威憲法，後來被瑞典國王任命為挪威總督。博德和阿德萊德定居在Store Frøen，位於挪威首都克里斯蒂安尼亞（1925年才更名為奧斯陸）以北數公里外。這對夫婦育有三個孩子：第一個在嬰兒時期夭折，南森是他們的第二個孩子。
Store Frøen的鄉村環境塑造了南森童年的性格。在短暫夏季主要戶外活動是游泳和釣魚，而秋季主要是在森林裡狩獵，漫長冬季主要是滑雪，南森從兩歲起就開始在簡易滑雪板上練習滑雪。10歲時，他不顧父母的反對，嘗試在附近的胡斯比設施進行跳台滑雪。這一行為造成了近乎災難性的後果，因為著陸時，滑雪板深深地陷入雪中，使他重摔一跤。（根據本人自述）「我在空中描繪了一道細小的弧線......當我著地時卻一頭栽進了雪中，孩子們以為我摔斷了脖子，但當他們看到我沒事時……一陣嘲笑聲響起。」南森對滑雪的熱情並未減弱，儘管據他的記錄，他的表現被來自泰勒馬克山區的滑雪者蓋過，因為他們開發出一種新的滑雪方式，南森後來寫道「我發現這是唯一（滑更好）的方法」。
在學校裡，南森成績合格，沒有展現出類拔萃的才能，對他來說體育比學習更重要。有時他會來趟森林探險，「像魯濱遜漂流記一樣」一次住上幾個星期。透過這些經歷，南森培養了顯著程度的自立能力，並成為一名出色的滑雪運動員和熟練的滑冰運動員。1877年夏天，母親阿德萊德突然去世，一家生活被打亂，生活陷入困境。博德賣掉了Store Frøen的房產，帶著兩個兒子搬到了克里斯蒂安尼亞。南森的運動能力不斷提升，18歲時打破了一英里（1.6公里）滑冰世界紀錄，並於次年贏得了全國越野滑雪冠軍，並在隨後達到衛冕11次的壯舉。

## 作为学生和冒险者的南森
南森在1880年通过了大学入学考试，并于1881年初在克里斯蒂安尼亚大学开始学习动物学。

## 富勒姆号远征

### 理论与计划
在1884年，南森阅读了挪威著名气象学家亨里克·摩恩(Henrik Mohn)的理论，首先考虑了使用极冰的自然漂移接近北极的可能性。

### 准备
南森选择了挪威首席制船家Colin Archer来设计和建造一只在远征计划中合适的船。Archer采用最坚固的橡木，运用由贯穿头尾的横梁与背带构成的引发系统，打造出了强度极大的船只。

## 著作
- Paa ski over Grønland. En skildring af Den norske Grønlands-ekspedition 1888–89. Aschehoug, Kristiania 1890. Tr. as The First Crossing of Greenland, 1892.
- Eskimoliv. Aschehoug, Kristiania 1891. Tr. as Eskimo Life, 1893.
- Fram over Polhavet. Den norske polarfærd 1893–1896.. Aschehoug, Kristiania 1897. Tr. as Farthest North, 1897.
- The Norwegian North Polar Expedition, 1893–1896; Scientific Results (6 volumes, 1901).
- Norge og foreningen med Sverige. Jacob Dybwads Forlag, Kristiania 1905. Tr. as Norway and the Union With Sweden, 1905.
- Northern Waters: Captain Roald Amundsen's Oceanographic Observations in the Arctic Seas in 1901. J. Dybwad, 1906.
- Nord i tåkeheimen. Utforskningen av jordens nordlige strøk i tidlige tider. Jacob Dybwads Forlag, Kristiania 1911. Tr. as In Northern Mists: Arctic Exploration in Early Times, 1911.
- Gjennem Sibirien. Jacob Dybwads forlag, Kristiania, 1914. Tr. as Through Siberia the Land of the Future, 1914.
- Frilufts-liv. Jacob Dybwads Forlag, Kristiania, 1916.
- En ferd til Spitsbergen. Jacob Dybwads Forlag, Kristiania, 1920.
- Rusland og freden. Jacob Dybwads Forlag, Kristiania, 1923.
- Blant sel og bjørn. Min første Ishavs-ferd. Jacob Dybwads Forlag, Kristiania, 1924.
- Gjennem Armenia. Jacob Dybwads Forlag, Oslo, 1927.
- Gjennem Kaukasus til Volga. Jacob Dybwads Forlag, Oslo, 1929. Tr. as Through The Caucasus To The Volga, 1931.

- （翻译作品）Armenia and the Near East. Publisher: J.C. & A.L. Fawcett, Inc., New York, 1928. (excerpts （页面存档备份，存于）).

## 外部連結
- Fridtjof Nansen的作品  - 古騰堡計劃
- 互联网档案馆中弗里乔夫·南森的作品或与之相关的作品
- 來自弗里乔夫·南森的LibriVox公共領域有聲讀物
- 'The Ice King' （页面存档备份，存于） BBC Four documentary presented by Paul Rose, first broadcast 7 June 2007 (retrieved 2 June 2012)
- "Nansen", a poem by Florence Earle Coates

| 學術機關職務             | 學術機關職務                 | 學術機關職務                     |
| ------------------------ | ---------------------------- | -------------------------------- |
| 前任者： 魯德亞德·吉卜林 | 圣安德鲁斯大学校长 1925–1928 | 繼任者： 威尔弗雷德·格伦费尔爵士 |
| 外交職務                 |                              |                                  |
| 前任： 新職務            | 挪威驻英国公使 1906–1908     | 繼任： 约翰尼斯·欧根斯           |